# Bacteria pastazae
Bacteria pastazae is een insect uit de orde Phasmatodea en de familie Diapheromeridae. De wetenschappelijke naam van deze soort werd voor het eerst geldig gepubliceerd in 1924 door Morgan Hebard.